# Sergius I. (Patriarch)

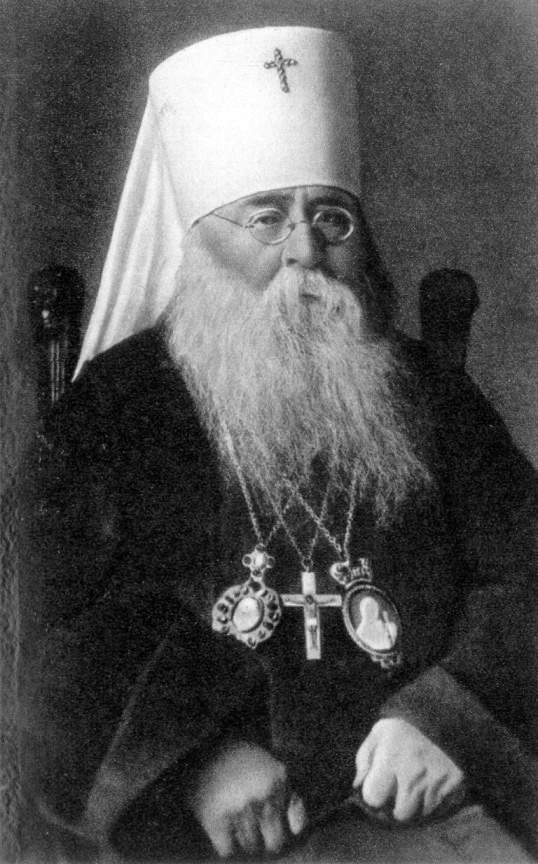

Sergius (russisch Сергий, wiss. Transliteration Sergij; geboren als Iwan Nikolajewitsch Stragorodski, Иван Николаевич Страгородский; * 11. Januarjul. / 23. Januar 1867greg. in Arsamas; † 15. Mai 1944 in Moskau) war als Stellvertreter des Patriarchatsverwesers von 1925 bis 1943 und als 12. Patriarch von Moskau und ganz Russland von 1943 bis 1944 Oberhaupt der Russisch-Orthodoxen Kirche.

## Leben
Sergius wurde als Iwan Nikolajewitsch Stragorodski in eine Familie von Geistlichen hineingeboren. Sein Großvater und sein Vater waren Priester in seiner Heimatstadt, seine Tante war Oberin eines dortigen Nonnenklosters. Stragorodski studierte Theologie und wurde 1890 unter dem Namen Sergi Mönch und Mönchspriester.
1890–1893 sowie 1897–1899 diente er in der russisch-orthodoxen Mission in Japan, 1893/1894 war er stellvertretender Rektor der Moskauer Theologischen Akademie, 1894–1897 war er als Archimandrit Leiter der russisch-orthodoxen Kirche in Athen.
1899–1901 war er Direktor des Theologischen Seminars, später auch der gesamten Akademie in Sankt Petersburg. Am 25. Februar 1901 erfolgte in der Dreifaltigkeitskirche des Alexander-Newski-Klosters die Bischofsweihe durch den Metropoliten von St. Petersburg Antoni Wadkowski. Er wirkte zunächst als Bischof von Jamburg, bis er am 6. Oktober 1905 Erzbischof von Finnland und Wyborg wurde. Am 10. August 1917 wurde er Erzbischof von Wladimir und Schuja, dann in den Rang eines Metropoliten durch Tichon erhoben. Im selben Jahr wurde er ständiges Mitglied des Heiligen Synods. Von den Kommunisten verhaftet und aus Moskau nach Nowgorod verbannt, war er von 1924 bis 1934 Metropolit von Nowgorod.
Da nach dem Tod des Patriarchen Tichon (1925) von der kommunistischen Regierung die Wahl eines neuen Patriarchen verhindert wurde und der zum Patriarchatsverweser gewählte Metropolit Peter von Krutizy bald inhaftiert wurde, leitete Sergius als stellvertretendes Oberhaupt die Geschicke der Russisch-Orthodoxen Kirche.
1927 unterzeichnete er eine Loyalitätserklärung der Kirche gegenüber der sowjetischen Staatsmacht.
1934 wurde er Metropolit von Moskau und Kolomna.
Zu Beginn des deutschen Überfalls auf die Sowjetunion rief Sergius am 22. Juni 1941 die Gläubigen auf, sich an der Verteidigung des Vaterlandes zu beteiligen und bekundete seine Überzeugung eines sowjetischen Sieges. Während des Krieges sagte Stalin der Kirche erhebliche Erleichterungen ihrer Situation zu, unter anderem die Erlaubnis zur Wahl eines neuen Patriarchen, die Wiedereröffnung der Moskauer Theologischen Akademie, die Rückgabe von enteigneten Kirchengütern. Auf diese Weise suchte er sich ihre weitere Unterstützung zu sichern. Ende Dezember 1942 rief er die orthodoxen Gläubigen dazu auf, für die Aufstellung einer Panzerkolonne Geld zu spenden. Anfang März 1944 wurde diese Panzerkolonne unter dem historisch beziehungsreichen Namen „Dmitri Donskoi“ von Metropolit Nikolai der Roten Armee übergeben. Sergius wurde am 8. September 1943 einstimmig zum Patriarchen von Moskau und ganz Russland gewählt. Sein bereits bestehendes Führungsamt konnte er somit offiziell als Patriarch ausüben. Er starb neun Monate später und wurde in der Epiphanienkathedrale in Moskau beigesetzt.